# Muchtar Altynbajew

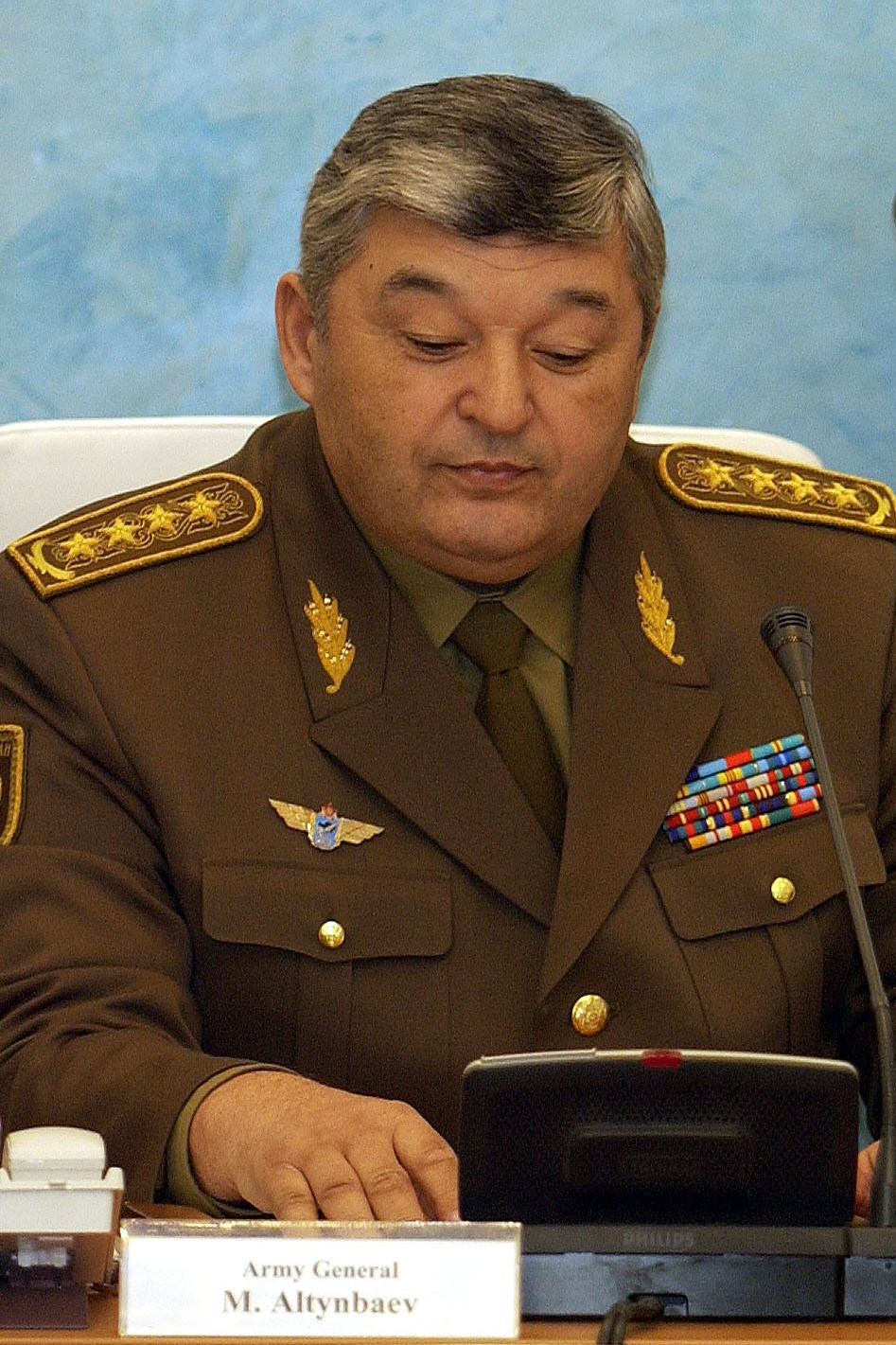
Muchtar Altynbajew

Muchtar Qapaschuly Altynbajew (kasachisch Мұхтар Қапашұлы Алтынбаев, russisch Мухтар Капашевич Алтынбаев; * 10. Dezember 1945 in Karaganda, Kasachische SSR) ist ein kasachischer Armeegeneral und Politiker.

## Leben
Muchtar Altynbajew wurde 1945 in Karaganda geboren. Er studierte an drei verschiedenen Militäreinrichtungen. 1966 schloss er das Kinel-Cherkassky training aviation center ab, 1977 folgte ein Abschluss am Militärinstitut für Luftfahrt in Armawir und 1985 macht er einen Abschluss an der Schukow-Militärakademie für Kommandeure der Luftverteidigung. Seit Mai 2002 ist er im Rang eines kasachischen Armeegenerals.
Zwischen 1969 und 1985 diente er in den Sowjetischen Luftverteidigungsstreitkräften, unter anderem als Pilot, Flugkommandant, Staffelkapitän, stellvertretender Kommandeur und Kommandeur eines Regiments in Perm. Nach dem Besuch der Schukow-Militärakademie wurde er zum Abteilungskommandant ernannt und diente später als stellvertretender Kommandeur der Luftverteidigung des sowjetischen Militärbezirks Turkestan. Nach der Unabhängigkeit Kasachstans wurde er 1992 Kommandant bei den kasachischen Luftverteidigungskräften sowie stellvertretender Verteidigungsminister des Landes. Ab 1993 war er Kommandant der Kasachischen Luftstreitkräfte und ebenfalls stellvertretender Verteidigungsminister. Am 30. Oktober 1996 wurde er als Verteidigungsminister Mitglied der kasachischen Regierung. Nachdem öffentlich bekannt wurde, das das kasachische Verteidigungsministerium 30 alte MiG-Kampfjets aus Beständen des kasachischen Militärs an Nordkorea verkaufen wollte, wurden Altynbajew und Nurtai Äbiqajew, Chef des kasachischen Geheimdienstes KNB, wegen grober Verletzungen der Waffenhandelsgesetze im August 1999 entlassen.
Nach seiner Entlassung wurde er Befehlshaber der Luftstreitkräfte Kasachstans, bevor er am 8. Dezember 2001 erneut zum Verteidigungsminister ernannt wurde. Nachdem im Januar 2007 Premierminister Danial Achmetow zurückgetreten war, wurde auch Altynbajew von seinem Posten entlassen. Anschließend wurde er Vorsitzender des Generalstabs und stellvertretender Verteidigungsminister. Von April 2010 bis Juli 2017 war er Abgeordneter des kasachischen Senats, wo er Mitglied des Ausschusses für auswärtige Angelegenheiten, Verteidigung und Sicherheit war.

## Familie
Muchtar Altynbajew ist verheiratet mit Gulbanu Altynbajewa. Ihr gemeinsamer Sohn Muslim Altynbajew (* 1966) ist Generalmajor bei den kasachischen Streitkräften.